# Serrasalmus hastatus
Serrasalmus hastatus är en fiskart som beskrevs av Fink och Machado-allison 2001. Serrasalmus hastatus ingår i släktet Serrasalmus och familjen Characidae. Inga underarter finns listade i Catalogue of Life.